# Reusel-De Mierden

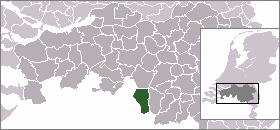
läge i Noord-Brabant

Reusel-De Mierden är en kommun i provinsen Noord-Brabant i Nederländerna. Kommunens totala area är 78,65 km² (där 0,72 km² är vatten) och invånarantalet är på 12 637 invånare (1 februari 2012).